# سیب‌های آدم
سیب‌های آدم (دانمارکی: Adams Æbler) فیلمی در ژانر درام به کارگردانی آندرس توماس ینسن است که در سال ۲۰۰۵ منتشر شد. از بازیگران آن می‌توان به اولریش تامسن، مدس میکلسن، نیکولای لی کاس، پاپریکا استین، لارش رانته، توماس ویلوم ینسن و نیکلاس برو اشاره کرد.

## خلاصه فیلم
"ایوان" کشیشی در کلیسای یک روستا است که به خاطر سیب‌هایش که در درختی بزرگ جلوی کلیسا بزرگ شده‌اند شناخته می‌شود. او انسان عجیبی است. دنیا را با عینک خوشبینی می‌بیند و معتقد است با شیطان در حال جنگ است. آدام یک نئونازی سرسخت است که به کلیسا برای انجام خدمات اجتماعی محکوم می‌شود. او به خود قول می‌دهد که ایمان ایوان را در هم بشکند ...